# Keep Your Enemies Closer
Keep Your Enemies Closer es el sexto episodio de la segunda temporada y vigésimo noveno episodio a lo largo de la serie estadounidense de drama y ciencia ficción, Arrow. El episodio fue escrito por Ben Sokolowski y Beth Schwartz, dirigido por Guy Bee y fue estrenado el 13 de noviembre de 2013.
Amanda Waller secuestra a John para informarle que Lyla Michaels ha desaparecido después de seguir una pista sobre Deadshot en Moscú. John decide ir a Rusia en busca de Lyla y se lo comunica a Oliver y Felicity, quienes deciden acompañarlo. Las cosas se salen de control cuando Isabel Rochev decide unirse al grupo, ya que cree que el motivo de la visita es por un viaje de trabajo. Mientras tanto, Jean Loring, la abogada de Moira, advierte a Thea que mantener una relación con Roy, un conocido delincuente juvenil, está afectando el caso de su madre.

## Argumento
Roy contacta a Arrow para informarle de una reunión de delincuentes. El vigilante y Diggle acuden al lugar para capturar a los maleantes, cuando uno de ellos intenta escapar, Roy lo detiene y ambos son capturados por el oficial Lance. Mientras tanto, Diggle es capturado y llevado ante Amanda Waller, quien le revela que Lyla está cautiva en Rusia, después de viajar a aquel lugar siguiendo una pista sobre Deadshot.
Después de que Diggle le cuenta a Oliver su plan de ir a Rusia para rescatar a Lyla, el vigilante decide que él y Felicity lo acompañarán. Mientras tanto, Roy le dice al oficial Lance que él también trabaja para Arrow y Thea recibe la visita de Jean Loring, quien le dice que el hecho de ser novia de un conocido delincuente juvenil puede afectar en el proceso penal en contra de Moira.
Isabel aparece cuando Oliver y compañía se disponen a abordar el avión hacia Rusia, complicando sus planes. Thea habla con Roy y le dice que necesita tiempo a solas. Una vez en Rusia, Isabel le confiesa a Oliver que cree que él y Felicity tienen un romance pero Oliver lo niega. Más tarde, Oliver y Diggle contactan a Anatoli Knyazev, un viejo conocido y amigo de Oliver, para pedirle que investigue el paradero de Lyla. Cuando Anatoli descubre que Lyla trató de irrumpir en una prisión y fue retenida ahí, le dice a Oliver que la única forma de entrar al lugar es como prisionero, por lo que Diggle se ofrece a ir. Anatoli les dice que conoce a un custodio de la prisión que puede ayudarlos.
Felicity intenta convencer a Diggle de que su plan es muy peligroso pero John le revela que lo hace porque él y Lyla estuvieron casados mientras combatían en Afganistán y es su deber hacerlo. Poco después, Diggle es aprehendido por la policía rusa y llevado a prisión. Más tarde, Isabel y Oliver se encuentran en el bar del hotel y ella le dice que sabe que no es hombre despreocupado que aparenta ser y en cambio lo considera alguien inteligente. Tras una larga conversación, Isabel y Oliver suben a una de las habitaciones y mantienen relaciones sexuales. Felicity llega de repente para avisar a Oliver que es hora de poner en marcha el plan para rescatar a Diggle y Lyla de la prisión y descubre que él e Isabel estuvieron juntos.
Mientras tanto en la prisión, Diggle logra contactar al guardia que lo ayudará a sacar a Lyla pero el líder de una banda en la prisión busca pelea y Diggle es llevado a un cuarto frío como castigo. En dicho cuarto, Diggle se encuentra cara a cara con Deadshot y es entonces que comprende que Lyla no estaba en busca de una pista sobre Lawton, sino que había descubierto su paradero. El contacto de Anatoli llega hasta Diggle y lo libera, diciéndole que tiene poco tiempo para ir por Lyla. Poco después de salir del cuarto frío, el custodio es asesinado por Deadshot, quien le dice a Diggle que él es único que lo guiará hasta donde se encuentra Lyla, a cambio de que lo saque de la prisión también.
Lawton guía a Diggle hasta donde se encuentra Lyla y una explosión en la prisión sucede. Diggle, Lyla y Deadshot logran llegar hasta la salida pero son interceptados por unos guardias, entre los que se ha infiltrado Oliver, quien los ayuda a llegar hasta el vehículo en donde Anatoli y Felicity esperan para salir del lugar. En el camino, Diggle le pide a Anatoli que se detenga y le dice a Deadshot que baje del vehículo. Una vez afuera, Deadshot le revela que Andy Diggle era su objetivo y no la persona para que él trabajaba, como Diggle pensaba. John le exige que le diga el nombre de quien lo contrató para asesinar a su hermano, Lawton le dice que no conoce los nombres pero que fue contratado por una organización llamada H.I.V.E.
De regreso en Starling City, Oliver intenta hablar con Isabel sobre lo sucedido en Rusia pero ella le dice que fue algo sin importancia. Mientras tanto, Lyla le agradece a John por haberla rescatado; Felicity le dice a Oliver que puede conseguir a alguien mejor que Isabel y él le responde que debido a sus actividades como vigilante, no puede mantener una relación con alguien que le importe realmente. Finalmente, Moira le revela a Roy que Thea terminó su relación con él por consejo de Jean pero le prohíbe a su hija hacerlo, ya que no cree que sus relaciones sentimentales puedan afectar el veredicto del jurado.
En un flashback, Sara le dice a Oliver que puede ayudarlo a contactar a Shado y Slade antes de que sean atacados nuevamente por los hombres de Ivo. En la isla, se revela que Slade y Shado sobrevivieron al bombardeo, sin embargo, Slade sufrió graves quemaduras en el rostro. De vuelta al Amazo, Oliver le promete a Anatoli regresar por él mientras Sara lo guía hasta una radio para que pueda contactar a sus amigos en la isla. Una vez que lo hace, el doctor Ivo aparece y le revela que volverán a la isla para asesinar a Shado y Slade y que está al tanto que su verdadero nombre es Oliver y no Tommy como él le había hecho creer.

## Elenco
- Stephen Amell como Oliver Queen.
- Katie Cassidy como Dinah Laurel Lance (crédito solamente).
- David Ramsey como John Diggle.
- Willa Holland como Thea Queen.
- Emily Bett Rickards como Felicity Smoak.
- Colton Haynes como Roy Harper.
- Manu Bennett como Slade Wilson.
- Susanna Thompson como Moira Queen.
- Paul Blackthorne como el oficial Quentin Lance.

## Continuidad
- Este es el primer episodio a lo largo de la serie en el que Laurel Lance no aparece.

- Es el cuarto episodio de la temporada en donde uno o más miembros del elenco principal están ausentes

- El episodio marca la primera aparición de Amanda Waller.
- El episodio también marca la primera aparición de Anatoli Knyazev en el presente.
- Floyd Lawton fue visto anteriormente en Home Invasion.
- Shado fue vista anteriormente en Broken Dolls.
- Roy Harper, Isabel Rochev, Lyla Michaels, "El Capitán" y Anatoli Knyazev fueron vistos anteriormente en Crucible.
- Roy Harper es arrestado nuevamente al intentar detener a un criminal.
- Diggle revela que estuvo casado con Lyla Michaels.
- En este episodio se revela que Shado y Slade sobrevivieron al ataque de los hombres del Dr. Ivo ocurrido en Broken Dolls.

- Se revela que Slade sufrió quemaduras severas en el rostro.

- Thea termina su relación con Roy.

- Jean Loring aconseja a Thea terminar su relación con Roy, debido a que su reciente arresto podría afectar el juicio contra Moira.

- Diggle se ve forzado a trabajar con Deadshot para rescatar a Lyla.
- Deadshot revela que fue contratado por H.I.V.E., la organización de Sebastian Blood para asesinar a Andy Diggle.
- Moira y Roy se conocen en este episodio.

- Roy ha conocido a cada uno de los personajes principales de la serie, a excepción de Slade Wilson.
- Moira le revela a Roy la verdadera razón por la que Thea rompió con él.

- Amanda Waller se convierte en la novena persona en conocer la verdadera identidad de Arrow, siendo John Diggle (Lone Gunmen), Derek Reston (Legacies), Helena Bertinelli (Muse of Fire), Felicity Smoak (The Odyssey), Tommy Merlyn (Dead to Rights), el Dr. Webb (Unfinished Business), Malcolm Merlyn (Darkness on the Edge of Town) y Sara Lance (Crucible), las otras ocho.

## Banda sonora[3]
| N.º | Intérprete     | Título                    | Álbum                |
| --- | -------------- | ------------------------- | -------------------- |
| 1   | The National   | Hard To Find              | Trouble Will Find Me |
| 2   | Chelan         | Before The Light is Gone  | Towers               |
| 3   | Cherry Glazerr | Trick or Treat Dancefloor | Papa Cremp           |

## Desarrollo

### Producción
La producción de este episodio comenzó el 27 de agosto y terminó el 5 de septiembre de 2013.

### Filmación
El episodio fue filmado del 6 al 17 de septiembre de 2013.

### Casting
El 20 de julio, durante la Convención Internacional de Cómics de San Diego, fue confirmado el regreso de Michael Rowe como Deadshot. El 4 de septiembre de 2013, se dio a conocer que Cynthia Addai-Robinson interpretará a Amanda Waller, una integrante de la organización A.R.G.U.S.

## Recepción

### Recepción de la crítica
Jesse Schedeen, de IGN calificó al episodio como grandioso y le otorgó una puntuación de 8.5, diciendo: "Una de las mejores cosas de Arrow es el elenco de soporte de Ollie es lo suficientemente fuerte que rara vez es malo ver a uno de ellos tomar el liderazgo de la historia. La serie sacudió con éxito la fórmula de esta semana colocando a Diggle en el papel principal. Keep Your Enemies Closer tuvo sus peculiaridades, pero hizo un gran uso de Diggle en el papel principal y ofreció algunas novedades más interesantes en una serie que nunca le falta nuevo material".

### Recepción del público
En Estados Unidos, Keep Your Enemies Closer fue visto por 3.09 millones de espectadores, recibiendo 1.2 millones de espectadores entre los 18 y 49 años, de acuerdo con Nielsen Media Research.